# Tân Lâm, Đại Hưng An Lĩnh
Tân Lâm (tiếng Trung: 新林区; bính âm: Xīnlín Qū) là một khu (quận) của địa cấp thị Đại Hưng An Lĩnh, tỉnh Hắc Long Giang, Trung Quốc. Tân Lâm có thời tiết rất lạnh, nhiệt độ trung bình năm là -2,6 ℃, nhiệt độ cao nhất và thấp nhất từng được ghi nhận lần lượt là 37,9 ℃ và -46,9 ℃. Lượng mưa hàng năm là 513,9 mm, tập trung vào hai tháng 7 và 8. Thời gian băng giá kéo dài khoảng bảy tháng, thường bắt đầu vào cuối tháng Chín cho đến cuối tháng Tư, nhưng khí hậu không ổn định.